# هانا شوایبا
هانا شوایبا (بلاروسی: Ганна Швайба؛ زادهٔ ۱۴ مارس ۲۰۰۰) ژیمناست ریتمیک زن اهل بلاروس است.